# 晚安，我们来自乌克兰
“晚安，我们来自乌克兰”（羅馬化：Dobroho vechora, my z Ukrainy）是乌克兰双人电子乐团PROBASS ∆ HARDI于2021年10月发行的单曲及在2022年俄罗斯入侵乌克兰后流行于乌克兰的非正式军事问候语。该曲目于2022年3月在乌克兰Apple Music排行榜上排名第八。

## 历史
单曲于2021年10月发行。内容由克雷門丘克人DJ ProBass（阿尔特姆·特卡琴科）和 DJ Hardi（马克西姆·莫克连科）撰之。歌曲在抖音外区中广受欢迎（约二十三万篇视频使用该配乐）。该歌曲亦在互联网上以各种形式获得了数千万的浏览量。

## 战争期间口号

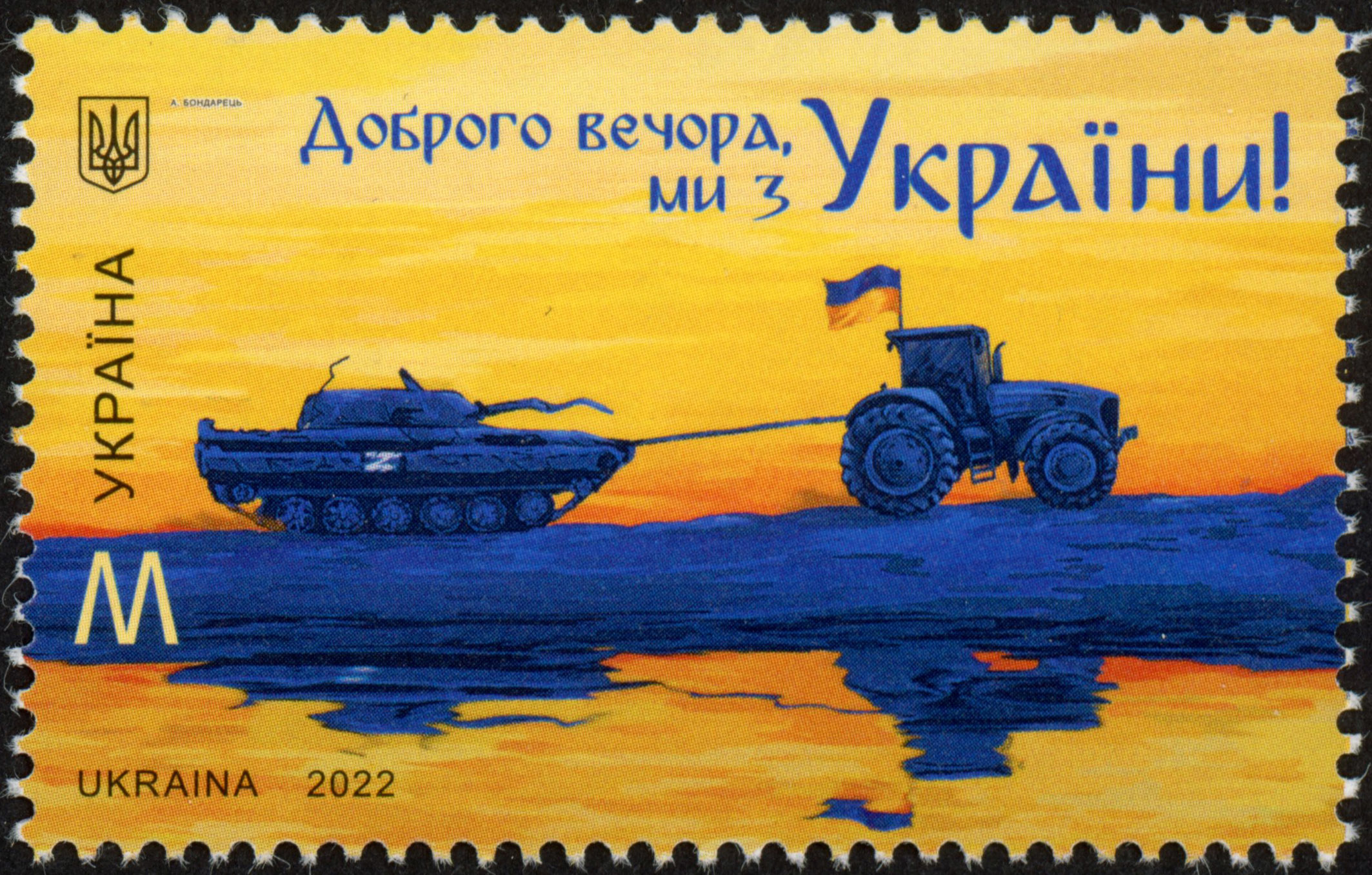
同名邮票

歌曲的主要文本短语“晚安，我们来自乌克兰”在俄军侵乌后成为乌克兰流行的非官方军事问候语，并得到广泛使用。 尼古拉耶夫州州长維塔利·金以及乌克兰武装部队国防部长阿列克謝·列茲尼科夫和记者依次作为视频会议的问候语。据该曲目的表演者称，它在乌克兰的许多防空洞中都能听到，并提振乌克兰士气。
2022年7月，乌克兰邮政发行同名邮票，图画为乌克兰农民用拖拉机拉俄罗斯坦克，上方写有“晚安，我们来自乌克兰！”的口号。该邮票由民众投票选出，为第4张战时邮票，共印制500万份。